# Lách tách Java
Lách tách Java (tên khoa học Alcippe pyrrhoptera) là một loài chim trong họ Leiothrichidae, nhưng trước đây từng được xếp trong họ Timaliidae hay Pellorneidae Loài này được Bonaparte phân loại vào năm 1850.